# Президент Коморських Островів
Президент Коморських Островів — найвища посадова особа держави Союз Коморських Островів. Згідно чинної конституції від 2001 року обирається на всенародних виборах строком на 5 років почергово від кожного з 3-х основних островів держави. Президент Коморських Островів є одночасно і головою держави і головою уряду. З початку незалежності Коморів у 1975 р. президент обирався на 6 років без ротації островів, але сепаратистські виступи на островах привели до змін.

## Перелік президентів Коморів
- 6 липня 1975 — 3 серпня 1975 — Ахмед Абдаллах
- 3 серпня 1975 — 3 січня 1976 — Саїд Джаффар
- 3 січня 1976 — 13 травня 1978 — Алі Суаліх
- 23 травня 1978 — 27 листопада 1989 — Ахмед Абдаллах (вдруге)
- 27 листопада 1989 — 25 березня 1996 — Саїд Джохар
  - 5 жовтня 1995 — 26 січня 1996 Каабі Могамед (в. о.)
- 25 березня 1996 — 6 листопада 1998 — Могаммед Такі Абдулкарім
  - 6 листопада 1998 — 30 квітня 1999 — Таджіддін Массунде (в. о.)
- 30 квітня 1999 — 21 січня 2001 — Азалі Ассумані
  - 21 січня — 26 травня 2001 — Гамада Маді (в. о.)
- 26 травня 2001 — 26 травня 2006 — Азалі Ассумані (вдруге)
- 26 травня 2006 — 26 травня 2011 — Ахмед Абдалла Самбі
- 26 травня 2011 — 26 травня 2016 — Ікілілу Дуанін
- від 26 травня 2016 — Азалі Ассумані (втретє)